# Jens Heppner
Jens Heppner (Gera, 23 de diciembre de 1964) es un exciclista alemán.

## Trayectoria
En 1982, en categoría junior, fue subcampeón del mundo en contrarreloj defendiendo los colores de la República Democrática Alemana. Se convirtió en profesional en 1991 y corrió hasta el año 2005 en el cual se retiró. Consiguió 14 victorias como profesional.
Tras su retirada se desempeñó como director deportivo del equipo ciclista profesional alemán Team NetApp, anteriormente lo fue de su último equipo como corredor: del Team Wiesenhof.
El 24 de julio de 2013 su nombre apareció en el informe publicado por el senado francés como uno de los treinta ciclistas que habrían dado positivo en el Tour de Francia 1998 con carácter retrospectivo, ya que analizaron las muestras de orina de aquel año con los métodos antidopajes actuales.

## Palmarés
1985
- 1 etapa del Circuito Franco-Belga

1987
- Sachsen-Tour

1993
- 2.º en el Campeonato de Alemania en Ruta

1994
- Campeonato de Alemania en Ruta
- Tour de Limousin, más 1 etapa

1995
- 2.º en el Campeonato de Alemania en Ruta
- 1 etapa del Tour de Limousin

1996
- 1 etapa del Regio-Tour

1997
- 1 etapa de la Dauphiné Libéré

1998
- 1 etapa del Tour de Francia

1999
- Rund um den Flughafen Köln-Bonn
- Vuelta a Alemania
- Vuelta a Colonia

2000
- 1 etapa de la Vuelta a Alemania
- Rund um den Pfaffenteich

2003
- GP Buchholz

## Resultados en Grandes Vueltas y Campeonatos del Mundo

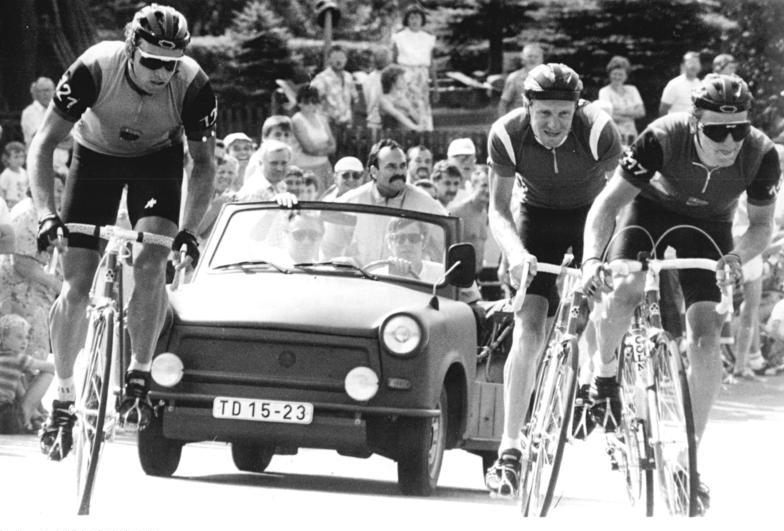
Olaf Ludwig, Jan Schur, Jens Heppner en 1989

| Carrera         | Carrera         | 1991 | 1992 | 1993 | 1994 | 1995 | 1996 | 1997 | 1998 | 1999 | 2000 | 2001 | 2002 | 2003 | 2004 | 2005 |
| --------------- | --------------- | ---- | ---- | ---- | ---- | ---- | ---- | ---- | ---- | ---- | ---- | ---- | ---- | ---- | ---- | ---- |
|                 | Giro de Italia  | —    | 27.º | Ab.  | 58.º | Ab.  | —    | —    | —    | —    | —    | —    | Ab.  | —    | —    | —    |
|                 | Tour de Francia | —    | 10.º | 62.º | 60.º | 66.º | 88.º | 60.º | 56.º | —    | 40.º | Ab.  | —    | —    | —    | —    |
|                 | Vuelta a España | —    | —    | —    | —    | —    | —    | —    | —    | —    | —    | —    | —    | —    | —    | —    |
| Mundial en Ruta | Mundial en Ruta | 39.º | 11.º | Ab.  | 34.º | —    | —    | —    | —    | —    | —    | —    | —    | —    | —    | —    |

—: no participa

Ab.: abandono